# Numerele de înmatriculare auto în Turcia
Numerele de înmatriculare în Turcia pot fi de mai multe forme:
- 01 A 9999, 01 A 99999
- 01 AA 999, 01 AA 9999
- 01 AAA 99, 01 AAA 999

Numărul 01 reprezintă codul provinciei (Adana, în acest caz), A/AA/AAA reprezintă numărul de litere, iar 99/999/9999/99999 reprezintă numărul.

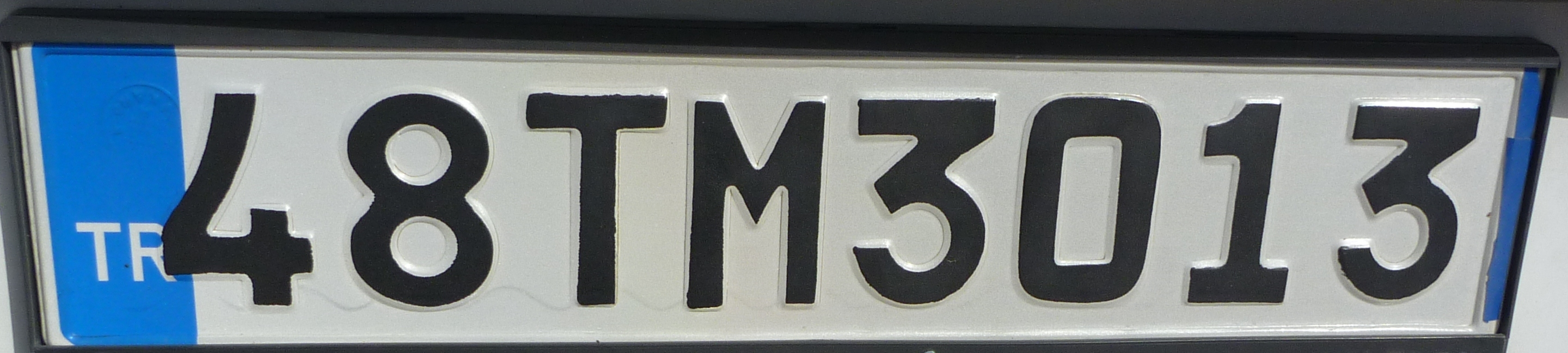
Număr de înmatriculare din provincia Muğla

Lista cu codurile a provinciilor:
- 01 - Adana
- 02 - Adiyaman
- 03 - Afyonkarahisar
- 04 - Ağri
- 05 - Amasya
- 06 - Ankara
- 07 - Antalya
- 08 - Artvin
- 09 - Aydin
- 10 - Balikesir
- 11 - Bilecik
- 12 - Bingöl
- 13 - Bitlis
- 14 - Bolu
- 15 - Burdur
- 16 - Bursa
- 17 - Çanakkale
- 18 - Çankiri
- 19 - Çorum
- 20 - Denizli
- 21 - Diyarbakir
- 22 - Edirne
- 23 - Elaziğ
- 24 - Erzincan
- 25 - Erzurum
- 26 - Eskișehir
- 27 - Gaziantep
- 28 - Giresun
- 29 - Gümüșhane
- 30 - Hakkâri
- 31 - Hatay
- 32 - Isparta
- 33 - Mersin
- 34 - Istanbul
- 35 - Izmir
- 36 - Kars
- 37 - Kastamonu
- 38 - Kayseri
- 39 - Kirklareli
- 40 - Kirșehir
- 41 - Kocaeli
- 42 - Konya
- 43 - Kütahya
- 44 - Malatya
- 45 - Manisa
- 46 - Kahramanmaraș
- 47 - Mardin
- 48 - Muğla
- 49 - Muș
- 50 - Nevșehir
- 51 - Niğde
- 52 - Ordu
- 53 - Rize
- 54 - Sakarya
- 55 - Samsun
- 56 - Siirt
- 57 - Sinop
- 58 - Sivas
- 59 - Tekirdağ
- 60 - Tokat
- 61 - Trabzon
- 62 - Tunceli
- 63 - Șanliurfa
- 64 - Ușak
- 65 - Van
- 66 - Yozgat
- 67 - Zonguldak
- 68 - Aksaray
- 69 - Bayburt
- 70 - Karaman
- 71 - Kirikkale
- 72 - Batman
- 73 - Șirnak
- 74 - Bartin
- 75 - Ardahan
- 76 - Iğdir
- 77 - Yalova
- 78 - Karabük
- 79 - Kilis
- 80 - Osmaniye
- 81 - Düzce